# Mon-Khmertalen

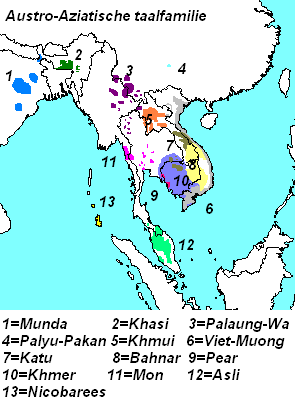
Verspreiding en onderverdeling van de Austroaziatische talen volgens de classificatie van Gérard Diffloth uit 1974, met toevoeging van de Palyu-Pakan taalgroep.

Austroaziatische talen

De Mon-Khmertalen vormen een subgroep van de Austroaziatische taalfamilie. Zij worden verspreid gesproken in Vietnam, Laos, Cambodja, Thailand, Myanmar, op het Maleisisch deel van het schiereiland Malakka, in de oostelijke Indiase deelstaat Meghalaya, in de Zuidchinese provincie Yunnan en op de Nicobaren. Er waren in 2005 ruim 85 miljoen sprekers van Mon-Khmertalen. De meest gesproken taal binnen de Mon-Khmertak is het Vietnamees, met in 2005 meer dan 70 miljoen sprekers. Het Khmer wordt gesproken door ongeveer 8 of 9 miljoen mensen. Beide talen zijn officiële talen, respectievelijk in Vietnam en in Cambodja. Samen met het Mon (900.000 sprekers in 2005) zijn het Vietnamees en het Khmer ook cultureel en historisch van groot belang, vanwege hun ononderbroken literaire traditie die voor elk van de drie talen begon in de tweede helft van het eerste millennium (na Chr.).
Sinds het begin van de 20e eeuw wordt de Austroaziatische taalfamilie verdeeld in twee hoofdtakken, de Mundatalen van noordoost India en de Mon-Khmertalen. In de meest brede zin omvat de Mon-Khmertak alle Austroaziatische talen behalve de Mundatalen. Dit onderscheid is ontstaan vanwege de grote taaltypologische verschillen tussen beide groepen. De oorspronkelijke naam voor Mon-Khmer was Mon-Annam. Annam was een oude benaming voor het midden van het huidige Vietnam. Gedurende de eerste helft van de 20e eeuw bestond er een controverse of het Vietnamees tot de Austroaziatische of tot de Tai-Kadai taalfamilie behoorde. De term Mon-Annam werd toen vervangen door het minder controversiële Mon-Khmer. Zowel over de tweedeling van het Austroaziatisch in Mon-Khmer en Munda als over een verdere onderverdeling van de Mon-Khmertak bestaat geen wetenschappelijke overeenstemming. Soms wordt de omvang van de Mon-Khmertak beperkt door naast de Munda- en de Mon-Khmertak ook de Nicobarese en/of de Asli taalgroep te beschouwen als afzonderlijke takken binnen de Austroaziatische taalfamilie. Sinds 1974 wordt in algemene werken de taxonomie van de Franse taalkundige Gérard Diffloth aangehouden, die binnen de Mon-Khmertak elf taalgroepen onderscheidde. 

## Taalgroepen
Sinds in 1974 het door Gérard Diffloth geschreven lemma over de Austroaziatische talen in de Encyclopædia Britannica verscheen, worden in ieder geval de volgende negen taalgroepen of taxonomisch daarmee gelijkgestelde afzonderlijke talen tot de Mon-Khmertak van de Austroaziatische taalfamilie gerekend:
- Bahnartalen, gesproken door de bergbewoners (Montagnards) van het centrale en zuidelijke deel van Vietnam en verder in zuidelijk Laos en oostelijk Cambodja.
- Katutalen in centraal Vietnam, centraal Laos, noordoost Thailand en noordelijk Cambodja.
- Khasi. Deze taal is een van de twee officiële talen van de Indiase deelstaat Meghalaya.
- Khmer, de officiële taal van Cambodja, wordt behalve in Cambodja zelf ook gesproken in het zuidelijk deel van Vietnam en in het aan Noord-Cambodja grenzende deel van Thailand.
- Khmutalen in noordelijk Laos en aangrenzende delen van Thailand.
- Montalen in Myanmar en Thailand. De belangrijkste taal van deze groep, het Mon is historisch en cultureel van belang vanwege de eeuwenoude literaire traditie die deze taal bezit.
- Palaung talen, ook bekend als Palaung-Wa talen. zij worden gesproken in noordelijk Thailand, in Laos, oostelijk Myanmar en zuidwest Yunnan.
- Peartalen, kleine taalgemeenschappen verspreid over Cambodja en aangrenzende delen van Thailand.
- Viettalen, ook bekend als Viet-Muongtalen. De meest invloedrijke taal binnen deze groep is het Vietnamees, de officiële taal van Vietnam. De overige talen van deze groep worden gesproken in het noordelijk deel van Vietnam en het aangrenzende noordelijke deel van Laos.

Twee taalgroepen worden vaak tot de Mon-Khmergroep gerekend, maar soms ook beschouwd als aparte takken binnen de Austroaziatische taalfamilie, gelijkwaardig aan de Munda- en Mon-Khmertak: 
- Aslitalen in het centrale bergland van het Maleisisch schiereiland en het direct aangrenzende Thaise deel.
- Nicobarese talen gesproken op de Nicobaren, een tot India behorende eilandengroep in de Andamanse Zee.

In de jaren 1980 zijn enkele toen voor het eerst beschreven minderheidstalen aan de Mon-Khmergroep toegevoegd, ofwel als nieuwe taalgroep (Palyu-Pakantalen), ofwel als aan een taalgroep gelijkgestelde afzonderlijke taal (het Mang, een taal uit het grensgebied van Vietnam en China).